# My Girl (The Temptations)
"My Girl" is, samen met "Papa Was a Rollin' Stone", de meest succesvolle single van de Amerikaanse soul- en R&B-groep The Temptations. Het nummer is de eerste en belangrijkste single afkomstig van hun tweede album: "The Temptations Sing Smokey". "My Girl" was The Temptations' eerste #1 hit op zowel de pop- als R&B-lijsten. Met een #43 notering was het echter niet in staat de top 40 in het Verenigd Koninkrijk te bereiken. Wel werd het nummer benoemd tot #88 op de lijst van 500 beste nummers aller tijden van het tijdschrift Rolling Stone.

## Geschiedenis
"My Girl" werd geschreven door Smokey Robinson en Ronnie White, beiden lid van een andere Motown-groep, The Miracles. Robinsons vrouw Claudette diende als inspiratie voor het nummer. In eerste instantie schreven Robinson en White het nummer voor hun eigen groep. Toen het klaar was besloten ze het echter aan The Temptations te geven, omdat zij vlak daarvoor voor het eerst David Ruffin van The Temptations tijdens een optreden lead had horen zingen. Tot die tijd waren het vooral Eddie Kendricks en Paul Williams die lead zongen bij The Temptations, maar dat optreden kreeg Ruffin een kans. Smokey Robinson was zo onder de indruk dat hij besloot een nummer voor de groep te schrijven waarop Ruffin lead zou zingen. Hij vond "My Girl" goed bij de Ruffins stem passen en besloot het nummer daarom niet met The Miracles, maar met The Temptations op te nemen.
Na het succes van "My Girl" werd David Ruffin de nieuwe voorman van The Temptations. Na "My Girl" werden onder zijn leidende zangpartijen ook nummers als "Ain't Too Proud to Beg", "Beauty Is Only Skin Deep" en "I Wish It Would Rain" grote hits. In 1968 kwam er een abrupt einde aan Ruffins dienstverband met The Temptations, nadat hij uit de groepen ontslagen werd wegens zijn inmiddels onhandelbare ego.

## Covers en gebruik in de media
"My Girl" is vanwege zijn populariteit vele malen gecoverd. Mede-Motown artiesten als Stevie Wonder, Marvin Gaye, Billy Preston en The Jackson 5 (zowel als groep als Michael Jackson solo) coverden het nummer. Ook de schrijver van het nummer, Smokey Robinson, besloot het nummer toch op te nemen met The Miracles en het verscheen dan ook op hun album "Time Out For Smokey Robinson & The Miracles". Niet-Motownacts als The Mamas and the Papas, die er een #15 hit mee hadden, en Otis Redding coverden het nummer eveneens. The Rolling Stones namen het in 1965 op, maar deze versie verscheen in 1967 pas voor het eerst op het verzamelalbum Flowers.
Daarnaast werd het gebruikt als titelsong van de film "My Girl", met onder andere Macaulay Culkin, en is het te horen in de televisieseries Full House en The Fresh Prince of Bel-Air. In Nederland was "My Girl" te horen in reclames voor melk, koffie en supermarktketen Lidl.

## Bezetting
- Lead: David Ruffin
- Achtergrond: Paul Williams, Eddie Kendricks, Otis Williams en Melvin Franklin
- Instrumentatie: The Funk Brothers
- Schrijvers: Smokey Robinson en Ronnie White
- Productie: Smokey Robinson

## Hitnoteringen

### Nederlandse Top 40
| Hitnotering: 23-09-1989 t/m 28-10-1989 | Hitnotering: 23-09-1989 t/m 28-10-1989 | Hitnotering: 23-09-1989 t/m 28-10-1989 | Hitnotering: 23-09-1989 t/m 28-10-1989 | Hitnotering: 23-09-1989 t/m 28-10-1989 | Hitnotering: 23-09-1989 t/m 28-10-1989 | Hitnotering: 23-09-1989 t/m 28-10-1989 | Hitnotering: 23-09-1989 t/m 28-10-1989 |
| Week:                                  | 1                                      | 2                                      | 3                                      | 4                                      | 5                                      | 6                                      |                                        |
| -------------------------------------- | -------------------------------------- | -------------------------------------- | -------------------------------------- | -------------------------------------- | -------------------------------------- | -------------------------------------- | -------------------------------------- |
| Positie:                               | 29                                     | 19                                     | 19                                     | 19                                     | 32                                     | 38                                     | uit                                    |

### NederlandseSingle Top 100
| Hitnotering: 02-09-1989 t/m 11-11-1989 | Hitnotering: 02-09-1989 t/m 11-11-1989 | Hitnotering: 02-09-1989 t/m 11-11-1989 | Hitnotering: 02-09-1989 t/m 11-11-1989 | Hitnotering: 02-09-1989 t/m 11-11-1989 | Hitnotering: 02-09-1989 t/m 11-11-1989 | Hitnotering: 02-09-1989 t/m 11-11-1989 | Hitnotering: 02-09-1989 t/m 11-11-1989 | Hitnotering: 02-09-1989 t/m 11-11-1989 | Hitnotering: 02-09-1989 t/m 11-11-1989 | Hitnotering: 02-09-1989 t/m 11-11-1989 | Hitnotering: 02-09-1989 t/m 11-11-1989 | Hitnotering: 02-09-1989 t/m 11-11-1989 |
| Week:                                  | 1                                      | 2                                      | 3                                      | 4                                      | 5                                      | 6                                      | 7                                      | 8                                      | 9                                      | 10                                     | 11                                     |                                        |
| -------------------------------------- | -------------------------------------- | -------------------------------------- | -------------------------------------- | -------------------------------------- | -------------------------------------- | -------------------------------------- | -------------------------------------- | -------------------------------------- | -------------------------------------- | -------------------------------------- | -------------------------------------- | -------------------------------------- |
| Positie:                               | 96                                     | 71                                     | 53                                     | 33                                     | 28                                     | 27                                     | 30                                     | 39                                     | 48                                     | 66                                     | 88                                     | uit                                    |

### NPO Radio 2 Top 2000
| Nummer met noteringen in de NPO Radio 2 Top 2000 | '09  | '10  | '11  | '12 | '13  |
| ------------------------------------------------ | ---- | ---- | ---- | --- | ---- |
| My Girl                                          | 1764 | 1951 | 1995 | -   | 1581 |

1. ↑  Een '-' betekent dat het nummer niet was genoteerd en een vetgedrukt getal geeft de hoogste notering aan.
2. ↑  2009 was het eerste jaar met een notering voor dit nummer.
3. ↑  Deze tabel is bijgewerkt tot en met de laatste editie (2024).